# Нечаева, Тамара Павловна
Тамара Павловна Нечаева (17 октября 1922, станция Народная, Воронежская область — 16 августа 2003, Уфа, Россия) — советский и российский скульптор, Народный художник  Башкирской АССР (1968), заслуженный художник РСФСР (1974), почётный гражданин города Уфы.

## Биография
Нечаева Тамара Павловна родилась 17 октября 1922 года на станции Народная Воронежской области. Детство и юность её прошли в Ленинграде. В 1940—1941 годах училась в художественной студии Дома культуры Московского района г. Ленинграда.
После окончания студии во время войны она эвакуировалась в Уфу к двоюродному брату её матери, одному из старейших художников Башкирии Анатолию Петровичу Лежнёву, где и осталась жить. Огромную роль сыграли творческие контакты Нечаевой с ведущими мастерами кисти Башкирии: К. С. Девлеткильдеевым, А. Э. Тюлькиным, М. Н. Елгаштиной, знакомство со скульпторами — Сергеем Меркуровым, Сергеем Коненковым, Верой Мухиной, посещение их мастерских в Москве и изучение их творчества.
B 1946 году Нечаева была избрана депутатом Уфимского городского Совета депутатов трудящихся. Затем избиралась в 1953, 1955, 1959 годах. 
С 1955 по 1991 год (кроме 1970—1972) Нечаева избиралась членом Правления Союза художников Башкирии, с 1958 по 1967 — председателем Правления Союза художников Башкирии, с 1960 по 1969 — членом Правления и секретарём Союза художников РСФСР.
B 1957 году была удостоена звания «Заслуженный деятель искусств БАССР». 
В 1997 году Нечаева установила памятник Мубарякову в поселке Ассы Белорецкого района РБ (архитектор Н. Н. Бормотов). В мае 2002 года Тамаре Павловне Нечаевой было присвоено звание «Почётный гражданин города Уфы».
Умерла Нечаева Тамара Павловна в августе 2003 года в г. Уфе.

## Работы
Нечаева работала в разных видах изобразительного искусства. Творческую деятельность начала как живописец. Первые работы Тамары Нечаевой, созданные в 1941 году, посвящены Уфе: «Лето в Уфе», «Этюд с домиком», «Старая Уфа», «Уфимский мотив».
Работала Нечаева и как скульптор. Она одна из первых в республике создала ряд памятников, серию портретных работ, произведений малой пластики в фарфоре. Обращалась к бронзе, граниту, мрамору, шамоту. В 1950-е годы она создала серию уникальных произведений в фарфоре, посвящённых Башкирии.
Много раз, начиная с 1945 года, она обращалась к образу Салавата Юлаева. Она воплощала его в бронзе, гипсе, фарфоре. В 1952 году она создала первый в республике памятник — бюст Салавата, он установлен под открытым небом в его родных местах — в Салаватском районе Башкортостана, второй и третий экземпляры — в Уфе (перенесён на территорию курорта «Янган-Тау») и Салавате. Копия фотографии памятника есть на марке СССР 1952 года.
Произведения монументальной скульптуры Нечаевой установлены в городах Баймаке, Ишимбае, Кумертау, Салавате, Стерлитамаке, Уфе, некоторых районах Башкирии, в Казахстане и Челябинской области. Основные произведения : бюст И. С. Якутова (1952, г. Уфа), бюст Салавата Юлаева в Уфе (бронза, 1952), в Палдиски, Эстония (кован. медь, гранит, 1989); бюст Салавата Юлаева в Салавате (1954), борцу за Советскую власть, писателю Ш. Худайбердину (гранит, 1981, Уфа, совм. с Б. Д. Фузеевым); бюст С. Т. Аксакова (бронза, 1959, Уфа); портреты М. Карима (мрамор, 1961), З. Исмагилова (алюминий, 1967) — оба в Башкирском государственном художественном музее им. М. В. Нестерова), С. Т. Аксакова (бронза, 1964, Дом-музей С. Т. Аксакова); панно «Алая песня» (керамика, 1967), «Нефть Башкирии» (керамика, 1974); «Танец трёх братьев» (фарфор, 1955), «Башкирская красавица» (фарфор, 1956); «Доспехи Салавата» (х., м., 1947), «Богатства Урала» (х., м., 1948) — все в Художественном музее им. М. В. Нестерова).
Нечаева также создала портреты поэта М. Карима, композитора З. Исмагилова, Героя Социалистического Труда Б. Батыровой.
В 1969 году она завершила работу над монументом первооткрывателям башкирской нефти в Ишимбае (совместно c Б. Д. Фузеевым и Л. В. Хихлухой).
Одна из последних работ Нечаевой — памятник народному артисту СССР Арслану Мубарякову, который был установлен в 1997 году на родине артиста в селе Ассы Белорецкого района Башкортостана.
Панно Нечаевой украшают дворцы культуры нефтяников и машиностроителей, кинотеатр «Искра», цирк в Уфе.

## Выставки
- Республиканские, Уфа, все с 1943, кроме молодёжных 1972 и 1976 гг.
- Зональные выставки «Урал социалистический»: Свердловск, 1964; Пермь, 1967; Челябинск, 1969; Уфа, 1974.
- Декадная выставка произведений художников БАССР, Москва, 1955.
- Декадная выставка произведений художников БАССР, Москва, Ленинград, 1969.
- Выставка произведений художников БАССР, посвящённая 100-летию со дня рождения В. И. Ленина, Ульяновск, 1970.
- Выставка произведений художников 3-х зон, Москва, 1971.
- Выставка произведений художников автономных республик РСФСР, Москва, 1971.
- Межобластная художественная выставка, Казань, 1947.
- Выставка работ периферийных художников РСФСР, Москва, 1946.
- Всероссийская художественная выставка, Москва, 1952.
- Всероссийская художественная выставка, Москва, 1953.
- Всероссийская художественная выставка, Москва, 1955.
- Всероссийская, художественная выставка, Москва, 1970.
- Всероссийская художественная выставка «Советская Россия-5», Москва, 1975.
- Всесоюзная художественная выставка, Москва, 1955.
- Всесоюзная художественная выставка, Москва, 1955,
- Всесоюзная художественная выставка, Москва, 1956.
- Всесоюзная художественная выставка «Слава труду», Москва, 1976.
- Международная художественная выставка, посвящённая 5-му Всемирному фестивалю молодёжи и студентов, Варшава, 1955
- Выставка произведений художников БАССР в ГДР, г. Галле, 1975.
- Персональная выставка в Художественном музее им. М. В. Нестерова. На выставке представлено свыше 100 её лучших произведений: живописные полотна, скульптура, керамика, фарфор. 1992
- Персональная выставка в Уфе в государственном художественном музее им. М. В. Нестерова РБ, посвящённая 75-летаю со дня рождения и 50-летию творческой деятельности, 1997.

## Награды и звания
... «хочется отметить глубоко национальный, башкирский характер творчества народного художника Башкирии и заслуженного художника РСФСР Тамары Павловны Нечаевой. В её эмоциональных, глубоко темпераментных произведениях в яркой реалистической манере выражен синтез живописи, скульптуры и рисунка. Я особенно люблю её мелкую пластику, вызывающую радостные эмоции. Живые фигурки в национальных костюмах передают жизнерадостность башкирского народа»
- Народный художник Башкирской АССР (1968)
- Заслуженный художник РСФСР (1974)
- Заслуженный деятель искусств Башкирской АССР (1957)
- Республиканская премия им. Салавата Юлаева (1991)
- Орден Дружбы (1998)[12]
- Медаль «За трудовую доблесть» (1965)
- Медаль «За трудовое отличие» (1955)
- Медаль «В ознаменование 100-летия со дня рождения Владимира Ильича Ленина» (1970)
- Почётная грамота Президиума Верховного Совета и Совета Министров Башкирской АССР (1960)
- Почётный гражданин города Уфы